# Silvana Gallardo
Sandra Silvana Gallardo (New York, 13 gennaio 1953 – Louisville, 2 gennaio 2012) è stata un'attrice statunitense.

## Biografia

### Vita privata
Aveva origini venezuelane, cubane e italiane.
Dal 1980 alla morte, avvenuta nel 2012 per cancro all'età di 58 anni, è stata sposata con l'attore Billy Drago.

## Filmografia parziale

### Cinema
- Correva nel vento (Windwalker), regia di Kieth Merrill (1981)
- Il giustiziere della notte n. 2 (Death Wish II), regia di Michael Winner (1982)
- Fuori nel buio (Out of the Dark), regia di Michael Schroeder (1989)
- Solar Crisis, regia di Richard C. Sarafian (1990)

### Televisione
- Kojak - 2 episodi (1977)
- Falcon Crest - 4 episodi (1981-1982)
- Omicidio di una playmate (Calendar Girl Murders) - film TV (1984)
- Il silenzio nel cuore (Silence of the Heart) - film TV (1984)
- Copacabana - film TV (1985)
- Il tempo della nostra vita (Days of Our Lives) - 24 episodi (1988)
- Donne dentro: storie dal carcere (Prison Stories: Women on the Inside) - film TV (1991)
- Reporter d'assalto (The Corpse Had a Familiar Face) - film TV (1994)
- NYPD - New York Police Department (NYPD Blue) - 2 episodi (1999, 2000)
- Starsky & Hutch - stagione 2 episodio 22 “Giungla di velluto”